# 濱野真二郎
濱野 真二郎（はまの しんじろう、Shinjiro HAMANO）は、日本の医師、医学者。学位は医学博士（九州大学・1999年）。長崎大学熱帯医学研究所 副所長（兼任）、寄生虫学分野 教授。
専門はリーシュマニア症、住血吸虫症、赤痢アメーバなどの寄生虫病。

## 略歴
- 1987年 - 長崎県立佐世保西高等学校卒業[4]
- 1993年 - 熊本大学医学部卒業
- 1996年 - 九州大学大学院医学系研究科 博士課程中退、同年12月 - 九州大学医学部 助手
- 1999年 - 九州大学大学院 博士（医学）取得
- 2000年 - 九州大学大学院医学研究院 助手
- 2007年 - 九州大学大学院医学研究院 助教
- 2009年 - 現在、長崎大学熱帯医学研究所 寄生虫学分野 教授
- 2019年 - 現在、長崎大学熱帯医学研究所 副所長

など

## 所属学会
- 日本熱帯医学会
- 日本寄生虫学会
- 日本免疫学会
- 日本アフリカ学会

など

## 受賞
- 第69回 小泉賞（日本寄生虫学会、2022年）